# ایلایجا دنیل
ایلایجا دنیل (انگلیسی: Elijah Daniel؛ زادهٔ ۹ ژانویهٔ ۱۹۹۴) کمدین، نویسنده، یوتیوبر، و هنرپیشه اهل ایالات متحده آمریکا است.